# Escolca
Escolca é uma comuna italiana da região da Sardenha, na província da Sardenha do Sul, com cerca de 692 habitantes. Estende-se por uma área de 14 km², tendo uma densidade populacional de 49 hab/km². Faz fronteira com Barumini (CA), Gergei, Gesico (CA), Mandas (CA), Serri, Villanovafranca (CA).

## Demografia
| Variação demográfica do município entre 1861 e 2011                               |
|                                                                                   |
| Fonte: Istituto Nazionale di Statistica (ISTAT) - Elaboração gráfica da Wikipedia |